# Abierto Zapopan 2021
L'Abierto Zapopan 2021 è stato un torneo di tennis femminile giocato sui campi in Cemento all'aperto. È stata la 2ª edizione del torneo, che fa parte del WTA Tour 2021. Il torneo si è giocato al Panamerican Tennis Center di Guadalajara in Messico dall'8 al 14 marzo 2021.

## Partecipanti singolare

### Teste di serie
| Nazionalità | Giocatrice             | Ranking* | Testa di serie |
| ----------- | ---------------------- | -------- | -------------- |
| Argentina   | Nadia Podoroska        | 45       | 1              |
| Rep. Ceca   | Marie Bouzková         | 50       | 2              |
| Russia      | Anna Blinkova          | 69       | 3              |
| Spagna      | Sara Sorribes Tormo    | 70       | 4              |
| Giappone    | Nao Hibino             | 78       | 5              |
| Paesi Bassi | Arantxa Rus            | 79       | 6              |
| Montenegro  | Danka Kovinić          | 84       | 7              |
| Canada      | Leylah Annie Fernandez | 87       | 8              |

* Ranking al 1 marzo 2021.

### Altre partecipanti
Le seguenti giocatrici hanno ricevuto una wildcard per il tabellone principale:
- Eugenie Bouchard
- Katie Volynets
- Renata Zarazúa

Le seguenti giocatrici sono entrate in tabellone tramite il ranking protetto:
- Mihaela Buzărnescu
- Anna Karolína Schmiedlová
- Coco Vandeweghe

Le seguenti giocatrici sono entrate nel tabellone principale passando dalle qualificazioni:

1. Lauren Davis
2. Leonie Küng
3. Giuliana Olmos

1. Elisabetta Cocciaretto
2. Astra Sharma
3. Caroline Dolehide

### Ritiri
Prima del torneo
- Kristie Ahn → sostituita da  Anna Kalinskaja
- Daria Gavrilova → sostituita da  Greet Minnen
- Kateryna Kozlova → sostituita da  Anna-Lena Friedsam
- Jasmine Paolini → sostituita da  Wang Xiyu
- Sloane Stephens → sostituita da  Katarzyna Kawa

## Partecipanti doppio

### Teste di serie
| Nazione     | Giocatrice         | Nazione     | Giocatrice         | Ranking* | Testa di serie |
| ----------- | ------------------ | ----------- | ------------------ | -------- | -------------- |
| Stati Uniti | Desirae Krawczyk   | Messico     | Giuliana Olmos     | 75       | 1              |
| Stati Uniti | Caroline Dolehide  | Stati Uniti | Vania King         | 128      | 2              |
| Australia   | Ellen Perez        | Australia   | Astra Sharma       | 165      | 3              |
| Germania    | Anna-Lena Friedsam | Romania     | Mihaela Buzărnescu | 185      | 4              |

* Ranking al 1 marzo 2021.

### Altre partecipanti
Le seguenti coppie di giocatrici hanno ricevuto una wild card per il tabellone principale:
- Eugenie Bouchard /  Coco Vandeweghe
- Leylah Annie Fernandez /  Renata Zarazúa

### Ritiri
Prima del torneo
- Arantxa Rus /  Tamara Zidanšek → sostituite da  Ingrid Neel /  Anna Danilina

## Punti
| Evento              | V   | F   | SF  | QF | 2T   | 1T | Q    | Q2   | Q1   |
| Singolare femminile | 280 | 180 | 110 | 60 | 30   | 1  | 18   | 12   | 1    |
| Doppio femminile    | 280 | 180 | 110 | 60 | N.D. | 1  | N.D. | N.D. | N.D. |

## Montepremi
| Evento              | V        | F        | SF       | QF      | 2T      | 1T      | Q | Q2     | Q1     |
| Premi in denaro     | 29,200 $ | 16,398 $ | 10,100 $ | 5,800 $ | 3,675 $ | 2,675 $ | – | 1950 $ | 1270 $ |
| Premi in denaro ($) | 10,300 $ | 6,000 $  | 3,800 $  | 2,300 $ | –       | 1,750 $ | – | –      | –      |

## Campionesse

### Singolare
In finale  Sara Sorribes Tormo ha battuto  Eugenie Bouchard con il punteggio di 6-2, 7-5.

### Doppio
In finale  Ellen Perez /  Astra Sharma hanno battuto  Desirae Krawczyk /  Giuliana Olmos con il punteggio di 6-4, 6-4.